# Арданівська сільська рада
| Арданівська сільська рада — орган місцевого самоврядування у Іршавському районі Закарпатської області з адміністративним центром у с. Арданово. Розташована в передгірї Великодільського хребта, на південній частині пасма пагорбів Гат. Сільській раді були підпорядковані населені пункти: - с. Арданово (1606 чол.) - с. Дунковиця (819 чол.) - с. Мідяниця (870 чол.) |

## Склад ради
Рада складалася з 20 депутатів та голови.

## Керівний склад сільської ради
| ПІБ                          | Основні відомості                                                             | Дата обрання | Дата звільнення |
| ---------------------------- | ----------------------------------------------------------------------------- | ------------ | --------------- |
| Станинець Михайло Іванович   | Сільський голова, 1953 року народження, освіта, безпартійний                  | 26.03.2006   | 31.10.2010      |
| Станинець Михайло Михайлович | Сільський голова, 1973 року народження, освіта середня загальна, безпартійний | 31.10.2010   |                 |

Примітка: таблиця складена за даними джерела

## Історичні та археологічні пам'ятки
На території сільської ради є пам'ятник революції 1921 року та історико-археологічна пам'ятка на горі «Богуслав» VII-X ст.до н. е., знайдений скарб грецьких монет IV ст.
В с. Мідяниця в 1965 р. був встановлений пам'ятний знак на честь загиблим жителям, які були жорстоко вбиті в боротьбі за повернення земель, відібраних у них графом Шенборном.
Також в с. Мідяниця зберігається найдавніший у нашому краї цвинтар якому понад 1000 років.

## Природні багатства
Розвідані корисні копалини — поклади андезитового каменю, а також глина, з якої виготовляли цеглу і черепицю, розвинуте садівництво та виноградарство.

## Відомі люди
- І. В. Іваньо — кандидат філософських наук
- В. В. Кобаль — поет, самодіяльний композитор
- М. І. Митрик — живописець

## Населення
Згідно з переписом УРСР 1989 року чисельність наявного населення сільської ради становила 3363 особи, з яких 1561 чоловік та 1802 жінки.
За переписом населення України 2001 року в сільській раді мешкало 3276 осіб.

### Мова
Розподіл населення за рідною мовою за даними перепису 2001 року:
| Мова       | Відсоток |
| ---------- | -------- |
| українська | 99,91 %  |
| російська  | 0,06 %   |